# وادي تليلات
وادي تليلات إحدى بلديات ولاية وهران. تقع جنوب ولاية وهران، لها حدود مع بلدية البرية شرقًا وحي التوميات غربًا وسيق شمالًا وزهانة جنوبًا.

## تاريخ
أنشئ مركز واد تليلات (Sainte Barbe de Tlelat)، سابقا على يد الإستعمار الفرنسي عن طريق المرسوم 04 ديسمبر 1846، وأصبحت مركزا بلديا عن طريق المرسوم المؤرخ في 26 يونيو 1886.